# Oystron
Oystron es un matamarcianos y videojuego de acción desarrollado para Atari 2600 por Piero Cavina, lanzado en 1997. Es uno de los primeros juegos independientes para la consola. Es el primer título desarrollado por Cavina. Inicialmente estuvo disponible como software gratuito de 4 KB diseñado para usar en el Starpath Supercharger y con emuladores de Atari 2600. Más tarde, fue lanzado en forma de cartucho por XYPE.

## Jugabilidad
Oystron es un matamarcianos y videojuego de acción en el que el jugador controla una nave, disparando a los enemigos y recolectando perlas arrojadas por «ostras espaciales». La nave del jugador aparece inicialmente en el lado izquierdo de la pantalla y los enemigos atacan desde la derecha. Al disparar y destruir a las ostras espaciales, estas soltarán una perla. Cuando el jugador, al agarrarlas, las puede dejar en una «zona de perlas», la cual, al completar una fila de ocho perlas, el jugador obtendrá una bomba. Hay enemigos que pueden robarse las perlas.
Al final de cada nivel, aparece un jefe llamado «Oystron»; Oystron es derrotado al colocar bombas en su camino o al dejar que este se convierta en una «ostra espacial». Después de su aparición, la partida aumenta su velocidad, provocando que el jugador deba evitar chocar contra los enemigos. Al comienzo del juego, se cuenta con cuatro vidas; cada 4000 puntos se obtiene una vida adicional.

## Recepción
En 2003, Oystron fue uno de varios títulos independientes de Atari 2600 seleccionados por Activision para su Activision Anthology de Game Boy Advance. En 2005, fue nombrado uno de los cinco mejores videojuegos independientes hechos para la 2600 en el libro Gaming Hacks: 100 Industrial-Strength Tips & Tools de Simon Carless, quien elogió el ritmo rápido, los diseños de las unidades y la combinación de colores del juego.